# Caim (Penmon)
Cafnan é um hamlet na comunidade de Mechell, Ynys Môn, Gales. Está a 232,2 km de Cardife e a 363,4 km de Londres. Cafnan é representada na Assembleia Nacional do País de Gales por Rhun ap Iorwerth (Plaid Cymru) e o membro do Parlamento é Albert Owen (Partido Trabalhista).